# Adriana Barraza
Adriana Barraza, född 5 mars 1956 i Toluca i delstaten Mexiko, är en mexikansk skådespelare och regissör.
Barraza är bland annat känd från filmerna Amores Perros och  Babel som båda regisserats av Alejandro González Iñárritu. För den senare blev hon blev Oscarsnominerad för i kategorin Bästa kvinnliga biroll 2007. För samma roll fick hon även nomineringar till bland annat Golden Globe och Screen Actors Guild Award.

## Filmografi i urval
- 2000 – Amores Perros - Älskade hundar
- 2006 – Babel
- 2008 – Miraklet med Henry Poole
- 2009 – Rage
- 2009 – Drag Me to Hell
- 2010 – And Soon the Darkness
- 2011 – Thor
- 2011 – From Prada to Nada
- 2020 – Penny Dreadful: City of Angels (TV-serie)